# Samuel Kleda
Samuel Kleda (Golompwi, 1959) è un arcivescovo cattolico camerunese, dal 17 novembre 2009 arcivescovo metropolita di Douala.

## Biografia
Samuel Kleda è nato nel 1959 a Golompwi, regione dell'Estremo Nord e diocesi di Garoua (oggi nella diocesi di Yagoua), nella parte settentrionale dell'allora Camerun francese (oggi Repubblica del Camerun).

### Formazione e ministero sacerdotale
Dopo aver frequentato le scuole primarie nel suo villaggio natale, è divenuto alunno del Collegio "De Mazénod" a Ngaoundéré ed infine, sentendo maturare la vocazione al sacerdozio, si è iscritto presso il Seminario maggiore di Yaoundé, dove ha studiato teologia e filosofia nel quartiere di Nkolbisson. In seguito, si è trasferito a Roma per un soggiorno di studio presso la Pontificia università urbaniana, conseguendo la laurea in teologia.
Rientrato in Patria, ha ricevuto l'ordinazione sacerdotale il 9 marzo 1986 per imposizione delle mani di Antoine Ntalou, vescovo di Yagoua; si è incardinato, ventisettenne, come presbitero della medesima diocesi.
Poco dopo l'ordinazione gli è stato assegnato il primo incarico pastorale come cooperatore parrocchiale di Kaélé ed assistente nel liceo locale, ruolo svolto fino al 1988. In seguito è stato rettore del Seminario minore di San Paolo a Guider, arcidiocesi di Garoua, per sei anni. Nel 1994 si è nuovamente trasferito a Roma per studiare presso il Pontificio Istituto Biblico, conseguendo la licenza in Sacra Scrittura dopo quattro anni di studi. Al rientro in Camerun, nel 1998 è divenuto direttore spirituale del Seminario maggiore "Saint Augustin" di Maroua ed insegnante di Sacra Scrittura, incarichi svolti fino alla promozione all'episcopato.

### Ministero episcopale
Il 23 ottobre 2000 papa Giovanni Paolo II lo ha nominato, quarantaduenne, vescovo di Batouri; è succeduto a Roger Pirenne, C.I.C.M., promosso alla sede metropolitana di Bertoua il 3 giugno 1999. Ha ricevuto la consacrazione episcopale il 18 febbraio 2001 per imposizione delle mani del cardinale Christian Wiyghan Tumi, arcivescovo metropolita di Douala, assistito dai co-consacranti monsignori Pirenne, suo predecessore, e Félix del Blanco Prieto, arcivescovo titolare di Vannida e nunzio apostolico in Camerun e Guinea Equatoriale. Ha preso possesso della diocesi durante una cerimonia successiva svoltasi nella cattedrale di Nostra Signora a Batouri. Come suo motto episcopale ha scelto Amore omnia vincit, che tradotto vuol dire "L'amore vince tutto".
Il 16 marzo 2006 si è recato, assieme agli altri membri dell'episcopato camerunese, per la visita ad limina apostolorum, allo scopo di discutere con il pontefice della situazione e dei problemi relativi alla sua diocesi.
Il 3 novembre 2007 papa Benedetto XVI lo ha promosso, quarantottenne, arcivescovo coadiutore di Douala, facendo in seguito il proprio ingresso in arcidiocesi.
Il 17 novembre 2009, dopo l'accettazione della rinuncia per raggiunti limiti d'età del settantanovenne cardinale Tumi, che aveva guidato la sede metropolitana per diciotto anni, è succeduto per coadiutoria come arcivescovo metropolita di Douala all'età di cinquant'anni. Il 29 giugno 2010, giorno della solennità dei Santi Pietro e Paolo, si è recato nella basilica di San Pietro in Vaticano, dove il papa gli ha imposto il pallio, simbolo di comunione tra il metropolita e la Santa Sede.
Nell'aprile 2013 è stato eletto presidente della Conferenza episcopale nazionale del Camerun, succedendo a Joseph Atanga, S.I., arcivescovo metropolita di Bertoua; ha ricoperto tale incarico per due mandati, terminando l'incarico il 3 maggio 2019 quando gli è succeduto Abraham Boualo Kome, vescovo di Bafang. In ambito della medesima conferenza è stato anche presidente della sottocommissione per la vita religiosa e del consiglio per gli affari economici e finanziari.
Il 13 luglio 2014 è stato eletto presidente dell'Associazione delle conferenze episcopali della Regione dell'Africa centrale, che riunisce gli episcopati di Camerun, Ciad, Gabon, Guinea Equatoriale, Repubblica Centrafricana e Repubblica del Congo, succedendo a Timothée Modibo-Nzockena, vescovo di Franceville; ha ricoperto tale incarico per un triennio, fino a quando il 15 luglio 2017 gli è succeduto Juan Nsue Edjang Mayé, arcivescovo metropolita di Malabo.
Il 1º settembre 2014 si è nuovamente recato in Vaticano per la visita ad limina apostolorum.

## Genealogia episcopale e successione apostolica
La genealogia episcopale è:
- Cardinale Scipione Rebiba
- Cardinale Giulio Antonio Santori
- Cardinale Girolamo Bernerio, O.P.
- Arcivescovo Galeazzo Sanvitale
- Cardinale Ludovico Ludovisi
- Cardinale Luigi Caetani
- Cardinale Ulderico Carpegna
- Cardinale Paluzzo Paluzzi Altieri degli Albertoni
- Papa Benedetto XIII
- Papa Benedetto XIV
- Papa Clemente XIII
- Cardinale Enrico Benedetto Stuart
- Papa Leone XII
- Cardinale Chiarissimo Falconieri Mellini
- Cardinale Camillo Di Pietro
- Cardinale Mieczysław Halka Ledóchowski
- Cardinale Jan Maurycy Paweł Puzyna de Kosielsko
- Arcivescovo Józef Bilczewski
- Arcivescovo Bolesław Twardowski
- Arcivescovo Eugeniusz Baziak
- Papa Giovanni Paolo II
- Cardinale Christian Wiyghan Tumi
- Arcivescovo Samuel Kleda

La successione apostolica è:
- Arcivescovo Faustin Ambassa Ndjodo, C.I.C.M. (2010)
- Vescovo Marcellin-Marie Ndabnyemb (2018)
- Vescovo François Achille Eyabi (2021)
- Vescovo Justin Georges Ebengue (2025)